# Український Горожанський Комітет
Український Горожанський Комітет у Львові (У. Г. К., або УГК) — громадська організація українців, що діяла на території ЗУНР, окупованої Польщею.

## Відомості
Наприкінці існування Австро-Угорщини для гуманітарних цілей заснували Український Горожанський Комітет (УГК). 21 листопада 1918 року українські війська вийшли зі Львова — місто перейшло під контроль поляків. Відстоювати інтереси українського населення у Львові уповноважили членів Української Національної Ради ЗУНР докторів Лева Ганкевича, Володимира Охримовича, Степана Томашівського. Також залишився у Львові доктор Степан Федак. Оскільки УГК був єдиною українською громадською установою, що тоді могла діяти у Львові, вирішили відновити його активну діяльність.
На думку Марії Середюк, 5 грудня 1918 року Польський тимчасовий комітет (ПТК) надав доктору Стефанові Федаку дозвіл заснувати Український Горожанський Комітет із засторгою, що діяльність організації скерують тільки на «задоволення щоденних потреб і охорони українців Львова». За спогадами Зиновія Книша, дозвіл заснувати Український Горожанський Комітет доктори Лев Ганкевич і Степан Федак «вистарали» в коменданта Львова польського генерала Тадеуша Розвадовського на початку 1919 року.
Головне відділення УГК діяло у приміщенні по вул. Руській, 3.
На початку січня 1919 року УГК отримав зі Станиславова письмове свідчення від уряду, який в особі голови — Сидора Голубовича — уповноважував членів УНРади, що перебували у Львові, вести перемовини з поляками з метою «тимчасового згладження справ культурних, комунальних і гуманітарних місцевого характеру при збереженні інтересів і достоїнства Української Держави».
Статут УГК визначав, що найвищим органом товариства були загальні збори. Поточні справи розглядали на Малій раді УГК. Усі «складні» питання діяльности УГК вирішувала Велика Рада, до складу якої входили почесні і звичайні члени, а також доброчинці. При УГК діяли кілька комітетів і секцій.
У вересні 1921 р. дирекція поліції звинуватила УГК в антидержавній діяльності, С. Федака та його заступника Михайла Галущинського заарештували, але через відсутність доказів
незабаром звільнили. Влада відповіла репресіями після замаху на Юзефа Пілсудського та львівського воєводу Казімежа Грабського, який 25 вересня 1921 року здійснив син голови УГК С.-Я. Федак, а розпорядженням № 4033 від 19 жовтня 1921 року призупинила діяльність УГК, хоча поліція не мала доказів співпраці УГК з УВО.
Секретарем УГК обрали Володимира Целевича.